# Elezioni comunali in Campania del 2003
Le elezioni comunali in Campania del 2003 si tennero il 25-26 maggio (con ballottaggio l'8-9 giugno).

## Provincia di Napoli

### Casoria
| Candidati                   | Candidati                   | Voti                        | %     | Liste                           | Voti   | %     | Seggi |
| --------------------------- | --------------------------- | --------------------------- | ----- | ------------------------------- | ------ | ----- | ----- |
|                             | Giosué De Rosa ✔️ Sindaco   | 24.585                      | 55,20 | Socialisti Democratici Italiani | 9.477  | 22,20 | 7     |
| La Margherita               | Giosué De Rosa ✔️ Sindaco   | 24.585                      | 55,20 | 7.846                           | 18,38  | 6     |       |
| Democratici di Sinistra     | Giosué De Rosa ✔️ Sindaco   | 24.585                      | 55,20 | 4.169                           | 9,76   | 3     |       |
| Noi D'Arpino Autonomi       | Giosué De Rosa ✔️ Sindaco   | 24.585                      | 55,20 | 1.475                           | 3,45   | 1     |       |
| Federazione dei Verdi       | Giosué De Rosa ✔️ Sindaco   | 24.585                      | 55,20 | 1.411                           | 3,30   | 1     |       |
| Comunisti Italiani          | Giosué De Rosa ✔️ Sindaco   | 24.585                      | 55,20 | 378                             | 0,89   | -     |       |
| Italia dei Valori           | Giosué De Rosa ✔️ Sindaco   | 24.585                      | 55,20 | 346                             | 0,81   | -     |       |
|                             | Francesco Polizio           | 13.249                      | 29,75 | Udeur                           | 3.952  | 9,26  | 3     |
| Forza Italia                | Francesco Polizio           | 13.249                      | 29,75 | 3.332                           | 7,80   | 2     |       |
| Alleanza Nazionale          | Francesco Polizio           | 13.249                      | 29,75 | 2.949                           | 6,91   | 2     |       |
| Unione di Centro            | Francesco Polizio           | 13.249                      | 29,75 | 2.216                           | 5,19   | 1     |       |
| Seggio di coalizione        | Seggio di coalizione        | Seggio di coalizione        | 29,75 | 1                               |        |       |       |
|                             | Gennaro Nocera              | 3.743                       | 8,58  | Nocera per il Rinnovamento      | 2.505  | 5,87  | 1     |
| Nuovo PSI                   | Gennaro Nocera              | 3.743                       | 8,58  | 1.059                           | 2,48   | -     |       |
| Seggio di coalizione        | Seggio di coalizione        | Seggio di coalizione        | 8,58  | 1                               |        |       |       |
|                             | Vincenzo Russo              | 2.483                       | 5,58  | Rifondazione Comunista          | 1.583  | 3,71  | -     |
| Seggio al candidato sindaco | Seggio al candidato sindaco | Seggio al candidato sindaco | 5,58  | 1                               |        |       |       |
| Totale                      | Totale                      | 42.698                      | 100   |                                 | 44.535 | 100   | 30    |

### Giugliano in Campania
| Candidati                       | Candidati                         | Voti                        | %      | Liste            | Voti   | %      | Seggi |
| ------------------------------- | --------------------------------- | --------------------------- | ------ | ---------------- | ------ | ------ | ----- |
|                                 | Francesco Taglialatela ✔️ Sindaco | 31.809                      | 58,92  | La Margherita    | 8.295  | 16,19  | 6     |
| Democratici di Sinistra         | Francesco Taglialatela ✔️ Sindaco | 31.809                      | 58,92  | 7.687            | 15,01  | 5      |       |
| Socialisti Democratici Italiani | Francesco Taglialatela ✔️ Sindaco | 31.809                      | 58,92  | 3.070            | 5,99   | 2      |       |
| Federazione dei Verdi           | Francesco Taglialatela ✔️ Sindaco | 31.809                      | 58,92  | 2.722            | 5,31   | 2      |       |
| Rifondazione Comunista          | Francesco Taglialatela ✔️ Sindaco | 31.809                      | 58,92  | 2.630            | 5,13   | 1      |       |
| I Repubblicani                  | Francesco Taglialatela ✔️ Sindaco | 31.809                      | 58,92  | 2.597            | 5,07   | 1      |       |
| Udeur                           | Francesco Taglialatela ✔️ Sindaco | 31.809                      | 58,92  | 2.100            | 4,10   | 1      |       |
| Italia dei Valori               | Francesco Taglialatela ✔️ Sindaco | 31.809                      | 58,92  | 1.117            | 2,18   | -      |       |
|                                 | Umberto Sequino                   | 17.941                      | 33,23  | Unione di Centro | 6.603  | 12,89  | 4     |
| Forza Italia                    | Umberto Sequino                   | 17.941                      | 33,23  | 6.325            | 12,35  | 4      |       |
| Alleanza Nazionale              | Umberto Sequino                   | 17.941                      | 33,23  | 4.025            | 7,86   | 2      |       |
| Nuovo PSI                       | Umberto Sequino                   | 17.941                      | 33,23  | 813              | 1,59   | -      |       |
| Seggio al candidato sindaco     | Seggio al candidato sindaco       | Seggio al candidato sindaco | 33,23  | 1                |        |        |       |
|                                 | Cesare Basile                     | 3.585                       | 6,64   | Centro           | 2.660  | 5,19   | -     |
| Seggio al candidato sindaco     | Seggio al candidato sindaco       | Seggio al candidato sindaco | 6,64   | 1                |        |        |       |
|                                 | Raffaele Bruno                    | 652                         | 1,21   | Fiamma Tricolore | 576    | 1,12   | -     |
| Totale                          | Totale                            | 51.220                      | 100,00 |                  | 53.987 | 100,00 | 30    |

### Grumo Nevano
| Candidati                           | Candidati                                | Voti                        | %     | Liste                    | Voti   | %     | Seggi |
| ----------------------------------- | ---------------------------------------- | --------------------------- | ----- | ------------------------ | ------ | ----- | ----- |
|                                     | Angelo Di Lorenzo Accede al ballottaggio | 4.647                       | 38,81 | La Margherita            | 1.385  | 11,78 | 5     |
| Lista Civica con Di Lorenzo Sindaco | Angelo Di Lorenzo Accede al ballottaggio | 4.647                       | 38,81 | 1.164                    | 9,90   | 4     |       |
| Socialisti Democratici Italiani     | Angelo Di Lorenzo Accede al ballottaggio | 4.647                       | 38,81 | 742                      | 6,31   | 2     |       |
| Federazione dei Verdi               | Angelo Di Lorenzo Accede al ballottaggio | 4.647                       | 38,81 | 272                      | 2,31   | 1     |       |
|                                     | Filomena Bilancio Accede al ballottaggio | 3.874                       | 31,90 | Forza Italia             | 2.390  | 20,32 | 3     |
| Città Nuova                         | Filomena Bilancio Accede al ballottaggio | 3.874                       | 31,90 | 1.115                    | 9,48   | 1     |       |
| Alleanza Nazionale                  | Filomena Bilancio Accede al ballottaggio | 3.874                       | 31,90 | 705                      | 5,99   | -     |       |
| Unione di Centro                    | Filomena Bilancio Accede al ballottaggio | 3.874                       | 31,90 | 95                       | 0,81   | -     |       |
| Nuovo PSI                           | Filomena Bilancio Accede al ballottaggio | 3.874                       | 31,90 | 61                       | 0,52   | -     |       |
| Seggio al candidato sindaco         | Seggio al candidato sindaco              | Seggio al candidato sindaco | 31,90 | 1                        |        |       |       |
|                                     | Pietro Chiacchio                         | 3.388                       | 27,90 | Cattolici per il Dialogo | 1.583  | 13,46 | 2     |
| Udeur                               | Pietro Chiacchio                         | 3.388                       | 27,90 | 615                      | 5,23   | -     |       |
| Per la Città                        | Pietro Chiacchio                         | 3.388                       | 27,90 | 509                      | 4,33   | -     |       |
| Democratici di Sinistra             | Pietro Chiacchio                         | 3.388                       | 27,90 | 505                      | 4,29   | -     |       |
| Seggio al candidato sindaco         | Seggio al candidato sindaco              | Seggio al candidato sindaco | 27,90 | 1                        |        |       |       |
|                                     | Francesco Iannucci                       | 705                         | 5,81  | Insieme per Grumo Nevano | 543    | 4,62  | -     |
|                                     | Armando Pezzella                         | 131                         | 1,08  | Comunisti Italiani       | 78     | 0,66  | -     |
| Totale                              | Totale                                   | 11.762                      | 100   |                          | 12.144 | 100   | 20    |

### Melito di Napoli
| Candidati                            | Candidati                                   | Voti                        | %     | Liste                   | Voti   | %     | Seggi |
| ------------------------------------ | ------------------------------------------- | --------------------------- | ----- | ----------------------- | ------ | ----- | ----- |
|                                      | Gianpiero Di Gennaro Accede al ballottaggio | 7.313                       | 41,02 | Udeur                   | 2.764  | 16,43 | 8     |
| La Margherita                        | Gianpiero Di Gennaro Accede al ballottaggio | 7.313                       | 41,02 | 2.690                   | 15,99  | 7     |       |
| Socialisti Democratici Italiani      | Gianpiero Di Gennaro Accede al ballottaggio | 7.313                       | 41,02 | 1.027                   | 6,11   | 2     |       |
| Italia dei Valori                    | Gianpiero Di Gennaro Accede al ballottaggio | 7.313                       | 41,02 | 688                     | 4,09   | 1     |       |
|                                      | Bernardino Tuccillo Accede al ballottaggio  | 6.220                       | 34,89 | Democratici di Sinistra | 1.843  | 10,96 | 3     |
| Lista Civica con Tuccillo            | Bernardino Tuccillo Accede al ballottaggio  | 6.220                       | 34,89 | 885                     | 5,26   | 1     |       |
| Federazione dei Verdi                | Bernardino Tuccillo Accede al ballottaggio  | 6.220                       | 34,89 | 653                     | 3,88   | 1     |       |
| Partito della Rifondazione Comunista | Bernardino Tuccillo Accede al ballottaggio  | 6.220                       | 34,89 | 552                     | 3,28   | -     |       |
| Comunisti Italiani                   | Bernardino Tuccillo Accede al ballottaggio  | 6.220                       | 34,89 | 128                     | 0,76   | -     |       |
| Seggio al candidato sindaco          | Seggio al candidato sindaco                 | Seggio al candidato sindaco | 34,89 | 1                       |        |       |       |
|                                      | Rosario Concordia                           | 2.546                       | 14,28 | Forza Italia            | 1.797  | 10,68 | 1     |
| Alleanza Nazionale                   | Rosario Concordia                           | 2.546                       | 14,28 | 1.418                   | 8,43   | 1     |       |
| Seggio al candidato sindaco          | Seggio al candidato sindaco                 | Seggio al candidato sindaco | 14,28 | 1                       |        |       |       |
|                                      | Francesco Mottola                           | 855                         | 4,80  | Melito 2000             | 711    | 4,23  | -     |
| Seggio al candidato sindaco          | Seggio al candidato sindaco                 | Seggio al candidato sindaco | 4,80  | 1                       |        |       |       |
|                                      | Ciro Alfano                                 | 466                         | 2,61  | Unione di Centro        | 908    | 5,40  | -     |
| Nuovo PSI                            | Ciro Alfano                                 | 466                         | 2,61  | 289                     | 1,72   | -     |       |
| Seggio al candidato sindaco          | Seggio al candidato sindaco                 | Seggio al candidato sindaco | 2,61  | 1                       |        |       |       |
|                                      | Gennaro Ambra                               | 310                         | 1,74  | Rinascita Melitense     | 365    | 2,17  | -     |
|                                      | Michele Pisani                              | 119                         | 0,67  | Fiamma Tricolore        | 103    | 0,61  | -     |
| Totale                               | Totale                                      | 16.821                      | 100   |                         | 17.829 | 100   | 20    |

### Poggiomarino
| Candidati                   | Candidati                             | Voti                        | %     | Liste                           | Voti   | %     | Seggi |
| --------------------------- | ------------------------------------- | --------------------------- | ----- | ------------------------------- | ------ | ----- | ----- |
|                             | Roberto Raffaele Giugliano ✔️ Sindaco | 5.990                       | 50,10 | Democratici di Sinistra         | 1.698  | 14,62 | 3     |
| Insieme si Può              | Roberto Raffaele Giugliano ✔️ Sindaco | 5.990                       | 50,10 | 1.105                           | 5,92   | 2     |       |
| Uniti per Poggiomarino      | Roberto Raffaele Giugliano ✔️ Sindaco | 5.990                       | 50,10 | 1.020                           | 8,78   | 2     |       |
| Udeur                       | Roberto Raffaele Giugliano ✔️ Sindaco | 5.990                       | 50,10 | 978                             | 8,42   | 2     |       |
| La Margherita               | Roberto Raffaele Giugliano ✔️ Sindaco | 5.990                       | 50,10 | 247                             | 2,13   | -     |       |
|                             | Vincenzo Nappo                        | 5.385                       | 45,04 | Forza Italia                    | 2.533  | 21,81 | 4     |
| Alleanza Nazionale          | Vincenzo Nappo                        | 5.385                       | 45,04 | 1.433                           | 12,34  | 2     |       |
| Unione di Centro            | Vincenzo Nappo                        | 5.385                       | 45,04 | 1.135                           | 9,77   | 2     |       |
| Lista Arcobaleno            | Vincenzo Nappo                        | 5.385                       | 45,04 | 1.118                           | 9,63   | 2     |       |
| Nuovo PSI                   | Vincenzo Nappo                        | 5.385                       | 45,04 | 94                              | 0,81   | -     |       |
| Seggio al candidato sindaco | Seggio al candidato sindaco           | Seggio al candidato sindaco | 45,04 | 1                               |        |       |       |
|                             | Ferdinando Boccia                     | 580                         | 4,85  | Socialisti Democratici Italiani | 252    | 2,17  | -     |
| Totale                      | Totale                                | 11.613                      | 100   |                                 | 11.955 | 100   | 20    |

### Quarto
| Candidati                       | Candidati                                  | Voti                        | %     | Liste                   | Voti   | %     | Seggi |
| ------------------------------- | ------------------------------------------ | --------------------------- | ----- | ----------------------- | ------ | ----- | ----- |
|                                 | Pasquale Salatiello Accede al ballottaggio | 9.999                       | 44,46 | Forza Italia            | 4.787  | 22,17 | 10    |
| Viva Quarto                     | Pasquale Salatiello Accede al ballottaggio | 9.999                       | 44,46 | 2.210                   | 10,24  | 4     |       |
| Alleanza Nazionale              | Pasquale Salatiello Accede al ballottaggio | 9.999                       | 44,46 | 1.044                   | 4,84   | 2     |       |
| Udeur                           | Pasquale Salatiello Accede al ballottaggio | 9.999                       | 44,46 | 831                     | 3,85   | 1     |       |
| Nuovo PSI                       | Pasquale Salatiello Accede al ballottaggio | 9.999                       | 44,46 | 790                     | 3,66   | 1     |       |
| La Vela                         | Pasquale Salatiello Accede al ballottaggio | 9.999                       | 44,46 | 400                     | 1,85   | -     |       |
| Movimento Giovanile             | Pasquale Salatiello Accede al ballottaggio | 9.999                       | 44,46 | 231                     | 1,07   | -     |       |
|                                 | Giovanni Marino Accede al ballottaggio     | 6.537                       | 29,06 | Democratici di Sinistra | 2.971  | 13,76 | 4     |
| La Margherita                   | Giovanni Marino Accede al ballottaggio     | 6.537                       | 29,06 | 1.624                   | 7,52   | 2     |       |
| Rifondazione Comunista          | Giovanni Marino Accede al ballottaggio     | 6.537                       | 29,06 | 687                     | 3,18   | -     |       |
| Socialisti Democratici Italiani | Giovanni Marino Accede al ballottaggio     | 6.537                       | 29,06 | 661                     | 3,06   | -     |       |
| Seggio al candidato sindaco     | Seggio al candidato sindaco                | Seggio al candidato sindaco | 29,06 | 1                       |        |       |       |
|                                 | Castrese Cerlino                           | 6.742                       | 29,36 | Forza Quarto            | 3.185  | 14,75 | 3     |
| Unione di Centro                | Castrese Cerlino                           | 6.742                       | 29,36 | 985                     | 4,56   | 1     |       |
| Partito Repubblicano Italiano   | Castrese Cerlino                           | 6.742                       | 29,36 | 218                     | 1,01   | -     |       |
| Fiamma Tricolore                | Castrese Cerlino                           | 6.742                       | 29,36 | 186                     | 0,86   |       |       |
| Seggio al candidato sindaco     | Seggio al candidato sindaco                | Seggio al candidato sindaco | 29,36 | 1                       |        |       |       |
|                                 | Anna Maria Attore                          | 488                         | 2,17  | Federazione dei Verdi   | 438    | 2,03  | -     |
|                                 | Ugo Artiaco                                | 192                         | 0,85  | Forza Europa            | 190    | 0,88  | -     |
|                                 | Ermanno Cigolotti                          | 167                         | 0,74  | Comunisti Italiani      | 152    | 0,70  | -     |
| Totale                          | Totale                                     | 21.590                      | 100   |                         | 22.491 | 100   | 30    |

### Sant'Antimo
| Candidati                              | Candidati                            | Voti                 | %     | Liste                   | Voti   | %     | Seggi |
| -------------------------------------- | ------------------------------------ | -------------------- | ----- | ----------------------- | ------ | ----- | ----- |
|                                        | Aurelio Russo Accede al ballottaggio | 5.088                | 25,56 | Democratici di Sinistra | 2.414  | 12,38 | 4     |
| La Margherita                          | Aurelio Russo Accede al ballottaggio | 5.088                | 25,56 | 1.311                   | 6,72   | 2     |       |
| Socialisti Democratici Italiani        | Aurelio Russo Accede al ballottaggio | 5.088                | 25,56 | 625                     | 3,20   | 1     |       |
|                                        | Luigi Vergara Accede al ballottaggio | 9.379                | 47,12 | Forza Italia            | 4.717  | 24,19 | 7     |
| Casa delle Libertà                     | Luigi Vergara Accede al ballottaggio | 9.379                | 47,12 | 1.813                   | 9,30   | 2     |       |
| Partito Democratico Cristiano          | Luigi Vergara Accede al ballottaggio | 9.379                | 47,12 | 1.250                   | 6,41   | 2     |       |
| Unione di Centro                       | Luigi Vergara Accede al ballottaggio | 9.379                | 47,12 | 1.237                   | 6,34   | 2     |       |
| Alleanza Nazionale                     | Luigi Vergara Accede al ballottaggio | 9.379                | 47,12 | 1.235                   | 6,33   | 2     |       |
| Nuovo PSI                              | Luigi Vergara Accede al ballottaggio | 9.379                | 47,12 | 814                     | 4,17   | 1     |       |
| Seggio di coalizione                   | Seggio di coalizione                 | Seggio di coalizione | 47,12 | 1                       |        |       |       |
|                                        | Arcangelo Cappuccio                  | 2.619                | 13,16 | Rifondazione Comunista  | 855    | 4,38  | 1     |
| Democrazia e Federalismo per Cappuccio | Arcangelo Cappuccio                  | 2.619                | 13,16 | 599                     | 3,07   | -     |       |
| Federazione dei Verdi                  | Arcangelo Cappuccio                  | 2.619                | 13,16 | 17                      | 0,09   | -     |       |
| Seggio di coalizione                   | Seggio di coalizione                 | Seggio di coalizione | 13,16 | 1                       |        |       |       |
|                                        | Romolo Nardi                         | 1.452                | 7,29  | Democrazia e Progresso  | 1.490  | 7,64  | 1     |
| Seggio di coalizione                   | Seggio di coalizione                 | Seggio di coalizione | 7,29  | 1                       |        |       |       |
|                                        | Luigi Barretta                       | 716                  | 3,60  | Udeur                   | 592    | 3,04  | -     |
| Seggio di coalizione                   | Seggio di coalizione                 | Seggio di coalizione | 3,60  | 1                       |        |       |       |
|                                        | Antimo Ronga                         | 651                  | 3,27  | Insieme per la Pace     | 532    | 2,73  | -     |
| Seggio di coalizione                   | Seggio di coalizione                 | Seggio di coalizione | 3,27  | 1                       |        |       |       |
| Totale                                 | Totale                               | 19.501               | 100   |                         | 19.905 | 100   | 30    |

## Caserta

### Casal di Principe
| Candidati                                     | Candidati                   | Voti                        | %     | Liste                       | Voti   | %     | Seggi |
| --------------------------------------------- | --------------------------- | --------------------------- | ----- | --------------------------- | ------ | ----- | ----- |
|                                               | Francesco Goglia ✔️ Sindaco | 7.424                       | 60,44 | Forza Italia                | 4.763  | 39,48 | 8     |
| Alleanza Nazionale                            | Francesco Goglia ✔️ Sindaco | 7.424                       | 60,44 | 2.233                       | 18,51  | 4     |       |
| Udeur                                         | Francesco Goglia ✔️ Sindaco | 7.424                       | 60,44 | 1.289                       | 10,69  | 2     |       |
| Unione di Centro                              | Francesco Goglia ✔️ Sindaco | 7.424                       | 60,44 | 1.106                       | 9,17   | 1     |       |
| Nuovo PSI                                     | Francesco Goglia ✔️ Sindaco | 7.424                       | 60,44 | 14                          | 0,12   | -     |       |
|                                               | Renato Franco Natale        | 3.627                       | 29,53 | Democratici di Sinistra     | 1.181  | 9,79  | 2     |
| Lista civica di centro-sinistra               | Renato Franco Natale        | 3.627                       | 29,53 | 556                         | 4,61   | 1     |       |
| Socialisti Democratici Italiani-La Margherita | Renato Franco Natale        | 3.627                       | 29,53 | 521                         | 4,32   | -     |       |
| Seggio al candidato sindaco                   | Seggio al candidato sindaco | Seggio al candidato sindaco | 29,53 | 1                           |        |       |       |
|                                               | Enrico Corvino              | 1.232                       | 10,03 | Movimento Libero per Casale | 400    | 3,32  | -     |
| Totale                                        | Totale                      | 12.063                      | 100   |                             | 12.283 | 100   | 20    |

## Salerno

### Baronissi
| Candidati                     | Candidati                                 | Voti                        | %     | Liste                 | Voti   | %     | Seggi |
| ----------------------------- | ----------------------------------------- | --------------------------- | ----- | --------------------- | ------ | ----- | ----- |
|                               | Francesco Cosimato Accede al ballottaggio | 4.585                       | 44,76 | Il Melograno          | 4.526  | 46,07 | 12    |
|                               | Pasquale Cavaliere Accede al ballottaggio | 3.134                       | 30,59 | Baronissi Democratica | 1.770  | 18,02 | 3     |
| Rifondazione Comunista        | Pasquale Cavaliere Accede al ballottaggio | 3.134                       | 30,59 | 533                   | 5,42   | -     |       |
| Centro                        | Pasquale Cavaliere Accede al ballottaggio | 3.134                       | 30,59 | 521                   | 5,30   | -     |       |
| Seggio al candidato sindaco   | Seggio al candidato sindaco               | Seggio al candidato sindaco | 30,59 | 1                     |        |       |       |
|                               | Gennaro Esposito                          | 2.525                       | 24,65 | Alleanza Nazionale    | 1.090  | 11,09 | 1     |
| Forza Italia                  | Gennaro Esposito                          | 2.525                       | 24,65 | 708                   | 7,21   | 1     |       |
| Unione di Centro              | Gennaro Esposito                          | 2.525                       | 24,65 | 565                   | 5,75   | 1     |       |
| Partito Repubblicano Italiano | Gennaro Esposito                          | 2.525                       | 24,65 | 95                    | 0,97   | -     |       |
| Nuovo PSI                     | Gennaro Esposito                          | 2.525                       | 24,65 | 17                    | 0,17   | -     |       |
| Seggio al candidato sindaco   | Seggio al candidato sindaco               | Seggio al candidato sindaco | 24,65 | 1                     |        |       |       |
| Totale                        | Totale                                    | 9.491                       | 100   |                       | 10.244 | 100   | 20    |

### Campagna
| Candidati                   | Candidati                             | Voti                        | %     | Liste        | Voti   | %     | Seggi |
| --------------------------- | ------------------------------------- | --------------------------- | ----- | ------------ | ------ | ----- | ----- |
|                             | Biagio Luongo Accede al ballottaggio  | 2.566                       | 25,06 | Lista Civica | 1.279  | 12,90 | 6     |
| Centro                      | Biagio Luongo Accede al ballottaggio  | 2.566                       | 25,06 | 827          | 8,34   | 4     |       |
| Lista Civica                | Biagio Luongo Accede al ballottaggio  | 2.566                       | 25,06 | 421          | 4,25   | 2     |       |
|                             | Ettore Granito Accede al ballottaggio | 3.114                       | 30,41 | Forza Italia | 1.393  | 14,05 | 1     |
| Unione di Centro            | Ettore Granito Accede al ballottaggio | 3.114                       | 30,41 | 1.249        | 12,60  | 1     |       |
| Alleanza Nazionale          | Ettore Granito Accede al ballottaggio | 3.114                       | 30,41 | 707          | 7,13   | 1     |       |
| Seggio al candidato sindaco | Seggio al candidato sindaco           | Seggio al candidato sindaco | 30,41 | 1            |        |       |       |
|                             | Gerardo Rago                          | 2.392                       | 23,36 | Lista Civica | 1.280  | 12,91 | 1     |
| Lista Civica                | Gerardo Rago                          | 2.392                       | 23,36 | 800          | 8,07   | 1     |       |
| Seggio al candidato sindaco | Seggio al candidato sindaco           | Seggio al candidato sindaco | 23,36 | 1            |        |       |       |
|                             | Gennaro Rizzo                         | 1.160                       | 11,33 | Nuovo PSI    | 393    | 2,86  | -     |
| Seggio al candidato sindaco | Seggio al candidato sindaco           | Seggio al candidato sindaco | 11,33 | 1            |        |       |       |
|                             | Liberato Solimeo                      | 510                         | 4,98  | Udeur        | 471    | 4,75  | -     |
|                             | Natale Perruso                        | 497                         | 4,85  | Lista Civica | 367    | 3,70  | -     |
| Totale                      | Totale                                | 9.912                       | 100   |              | 10.239 | 100   | 20    |

### Scafati
| Candidati                       | Candidati                                | Voti                 | %     | Liste                                | Voti   | %     | Seggi |
| ------------------------------- | ---------------------------------------- | -------------------- | ----- | ------------------------------------ | ------ | ----- | ----- |
|                                 | Francesco Bottoni Accede al ballottaggio | 14.859               | 47,65 | La Margherita                        | 3.134  | 10,36 | 5     |
| Democratici di Sinistra         | Francesco Bottoni Accede al ballottaggio | 14.859               | 47,65 | 2.937                                | 9,71   | 4     |       |
| Centro Popolare                 | Francesco Bottoni Accede al ballottaggio | 14.859               | 47,65 | 1.898                                | 6,27   | 3     |       |
| Insieme per l'Ulivo             | Francesco Bottoni Accede al ballottaggio | 14.859               | 47,65 | 1.455                                | 4,81   | 2     |       |
| Repubblicani Europei-Altri      | Francesco Bottoni Accede al ballottaggio | 14.859               | 47,65 | 838                                  | 2,77   | 1     |       |
| Federazione dei Verdi           | Francesco Bottoni Accede al ballottaggio | 14.859               | 47,65 | 761                                  | 2,51   | 1     |       |
| Costituente Riformista          | Francesco Bottoni Accede al ballottaggio | 14.859               | 47,65 | 719                                  | 2,38   | 1     |       |
| Socialisti Democratici Italiani | Francesco Bottoni Accede al ballottaggio | 14.859               | 47,65 | 690                                  | 2,28   | 1     |       |
| Rifondazione Comunista          | Francesco Bottoni Accede al ballottaggio | 14.859               | 47,65 | 614                                  | 2,03   | -     |       |
| Comunisti Italiani              | Francesco Bottoni Accede al ballottaggio | 14.859               | 47,65 | 468                                  | 1,55   | -     |       |
|                                 | Mario Santocchio Accede al ballottaggio  | 10.762               | 34,51 | Forza Italia                         | 5.015  | 16,57 | 4     |
| Azzurri                         | Mario Santocchio Accede al ballottaggio  | 10.762               | 34,51 | 2.715                                | 8,97   | 2     |       |
| Unione di Centro                | Mario Santocchio Accede al ballottaggio  | 10.762               | 34,51 | 2.088                                | 6,90   | 2     |       |
| Alleanza Nazionale              | Mario Santocchio Accede al ballottaggio  | 10.762               | 34,51 | 1.772                                | 5,86   | 1     |       |
| Lista Civica                    | Mario Santocchio Accede al ballottaggio  | 10.762               | 34,51 | 283                                  | 0,94   | -     |       |
| Fiamma Tricolore                | Mario Santocchio Accede al ballottaggio  | 10.762               | 34,51 | 57                                   | 0,19   | -     |       |
| Nuovo PSI                       | Mario Santocchio Accede al ballottaggio  | 10.762               | 34,51 | 25                                   | 0,08   | -     |       |
| Seggio di coalizione            | Seggio di coalizione                     | Seggio di coalizione | 34,51 | 1                                    |        |       |       |
|                                 | Michele Giuseppe Raviotta                | 1.692                | 5,43  | Comitato per la Tutela del Cittadino | 1.557  | 5,15  | -     |
|                                 | Alfonso Di Massa                         | 1.400                | 4,49  | Democrazia Cristiana                 | 1.151  | 3,80  | -     |
|                                 | Giuseppe Fattoruso                       | 1.277                | 4,09  | Patto                                | 714    | 2,36  | -     |
| Partito Democratico Cristiano   | Giuseppe Fattoruso                       | 1.277                | 4,09  | 240                                  | 0,79   | -     |       |
| Centro                          | Giuseppe Fattoruso                       | 1.277                | 4,09  | 100                                  | 0,33   | -     |       |
| Seggio di coalizione            | Seggio di coalizione                     | Seggio di coalizione | 4,09  | 1                                    |        |       |       |
|                                 | Antonio Mariniello                       | 1.196                | 3,84  | Udeur                                | 1.031  | 3,41  | -     |
| Seggio di coalizione            | Seggio di coalizione                     | Seggio di coalizione | 3,84  | 1                                    |        |       |       |
| Totale                          | Totale                                   | 30.262               | 100   |                                      | 31.186 | 100   | 30    |